# To li eščë budet...
To li eščë budet... (in russo То ли ещё будет...; in italiano „C'è dell'altro in arrivo...“?) è il quarto album in studio della cantante russa Alla Pugačëva, pubblicato nel dicembre 1980 dalla Melodija..
L'album era composto in parte da nuove canzoni, ma includeva anche brani dal film „La donna che canta“, registrati nel 1977 („SÌ“ , „Non sei diventato il destino“ e „Questo mondo“), e il brano „Cosa è successo una volta“, registrato per il film „31 giugno“, ma non incluso nella versione finale del film.
Il disco fu pubblicato nell'URSS con una tiratura iniziale di 12 mila copie, mentre la tiratura finale fu di 2 milioni e 200 mila copie.
È interessante notare che durante una delle ripetute riedizioni del disco, venne realizzata un'altra ripresa del brano „Queste piogge estive“, registrato sulla stessa colonna sonora strumentale, il che divenne uno dei pochi casi nella storia della registrazione mondiale in cui la colonna sonora di uno dei brani di un album precedentemente pubblicato cambiò improvvisamente.
e nel 1981 un'edizione specializzata della LP fu pubblicata in Cecoslovacchia.
„Melodia“ ha anche pubblicato un'edizione per l'esportazione dell'album, oltre a un'edizione speciale per la vendita in Giappone.

## Tracce
Lato A
1. Uletaj, tuča (Vola via, nuvola) – 4:58 (Viktor Reznikov)
2. Da (SÌ) – 3:25 (testo: Leonid Derbenëv – musica: Aleksandr Zatsepin)
3. Čto bylo odnaždy (Cosa è successo una volta) – 3:38 (testo: Leonid Derbenëv – musica: Aleksandr Zatsepin)
4. Ty ne stal sud'boj (Non sei diventato il destino) – 4:57 (testo: Leonid Derbenëv – musica: Aleksandr Zatsepin)
5. Ètot mir (Questo mondo) – 1:43 (testo: Leonid Derbenëv – musica: Aleksandr Zatsepin)

Lato B
1. Skaži mne čto-nibud' (Dimmi qualcosa) – 3:50 (testo: Robert Roždestvenskij – musica: Mark Minkov)
2. Èti letnie doždi (Queste piogge estive) – 4:10 (testo: Semën Kirsanov – musica: Mark Minkov)
3. Ty voz'mi menja s soboj (Portami con te) – 2:49 (testo: Il'ja Reznik – musica: Èduard Chanok)
4. Pesnja pervoklassnika (Canzone di un bambino di prima elementare) – 2:30 (testo: Igor' Šaferan – musica: Èduard Chanok)

## Classifiche

### Classifiche mensili
| Classifica (1981) | Posizione massima |
| ----------------- | ----------------- |
| Unione Sovietica  | 8                 |